# Jakub Tropiło
Jakub Jan Tropiło (ur. 17 maja 1964) – polski menedżer, fizyk i urzędnik państwowy, w latach 1999–2000 i 2001–2006 prezes PTE PZU, w latach 2000–2001 podsekretarz stanu w Ministerstwie Skarbu Państwa.

## Życiorys
W 1988 ukończył studia magisterskie na Wydziale Fizyki Uniwersytetu Warszawskiego, broniąc pracy magisterskiej pt. Wyznaczanie gęstości poziomów jądra 64Zn w oparciu o analizę statystyczną krzywych wzbudzenia reakcji (p,γ). Specjalizował się w fizyce jądrowej, w latach 1988–1994 pracował w Zakładzie Reakcji Jądrowych Instytutu Problemów Jądrowych WF UW. Jako jedna z pierwszych osób w Polsce zdobył uprawnienia aktuariusza (nr licencji 0011).
Od 1995 roku związany był z Powszechnym Zakładem Ubezpieczeń, zajmował kolejno stanowiska specjalisty, naczelnika Wydziału Aktuarialnego i dyrektora Biura Ekonomiczno-Aktuarialnego; odpowiadał także za pion przygotowujący PZU do prywatyzacji. Od 1998 był wiceprezesem, a w latach 1999–2006 – prezesem Powszechnego Towarzystwa Emerytalnego PZU (z przerwą na lata 2000–2001). 10 października 2000 powołany na stanowisko podsekretarza stanu w Ministerstwie Skarbu, odpowiedzialnego m.in. za energetykę i cukrownictwo. Odwołany z funkcji 1 marca 2001 razem z ministrem i większością jego zastępców. 13 lipca 2001 powrócił do prezesowania PTE PZU, a zakończył sprawowanie funkcji z dniem 31 lipca 2006. Zasiadł także w radzie nadzorczej Alma Market. Do 2010 był prezesem zarządu Forum TFI (zasiadł później w jego radzie nadzorczej), później również prezesował spółce IFAS i pozostawał wspólnikiem spółki Forum Konsulting.

## Nagrody i wyróżnienia
- W 2003 – Srebrny Krzyż Zasługi[13].